# Fraiß (Recht)
Fraiß (auch Fraisch) ist ein vor allem im Oberdeutschen bekanntes Wort. Fraiß wurde in der Rechtssprache im Sinne von
- Schrecken, Furcht, Schmerzen, Gefahr und einschlägig vor allem im Sinne von
- Blutgerichtsbarkeit

verwendet. Bereits in der Frühen Neuzeit galten der Begriff Fraiß und die Ableitungen daraus als veraltet.

## Fraißrecht
Als Fraißrecht werden die Kompetenz und der Rahmen zur Ausübung der Blutgerichtsbarkeit (Hohe Gerichtsbarkeit) bezeichnet. Abgeurteilt wurden Verbrechen, die von den zuständigen Fraißgerichten mit Verstümmelungen oder mit dem Tode bestraft werden konnten.
Der Begriff Fraißrecht wurde auch teilweise für das Fraißgericht (Fraißzent oder Fraißcent) selbst verwendet.
Im Spätmittelalter wurde das Fraißrecht kodifiziert (Beispiele: Maximilianische Halsgerichtsordnung aus dem Jahre 1499; Bambergische Peinliche Halsgerichtsordnung aus dem Jahr 1507; Constitutio Criminalis Carolina (CCC) aus dem Jahr 1532).

## Fraißherr
Das Fraißrecht stand nicht jeder Herrschaft automatisch zu, sondern wurde (später) verliehen. Es wurde meist durch Zeichen (zum Beispiel einen symbolisierten Galgen) oder Wappen dargestellt (oft ein rotes Wappen = Blutschild).

## Fraißgericht
Die Fraißgerichte (auch Fraißzent, Fraißamt) waren für die Aburteilung der nach dem Fraißrecht bestimmten Strafen zuständig. Der Großteil der Gerichte der Gutsherren oder der Städte und Dörfer durfte nur die niedere Gerichtsbarkeit ausüben. Die freien Reichsstädte waren den Fürstentümern im Hinblick auf die Blutgerichtsbarkeit weitestgehend gleichgestellt.
Johann Christoph Adelung verweist in seinem grammatisch-kritischen Wörterbuch der Hochdeutschen Mundart darauf, dass in einigen Gebieten Oberdeutschlands unterschieden wurde in
- Hals- oder Fraisgerichte und
- den Hohen Zent. Adelung verweist darauf, dass die Ableitung des Wortes ungewiss sei. Die fränkischen Könige hätten zur besseren Handhabung der Gerechtigkeit die Gaue oder Grafschaften in Centenas und diese wieder in Decanias unterteilt (Bezirke von hundert und von zehn Familien, oder nach andern von so viel Dörfern). Zent sei daher von Centena abzuleiten. Er verweist aber auch darauf, dass Andere es aus dem Wort Zehen (Zehn) ableiten. Der Hohe Zent (Hohe Cent) sei nur für die vier Fälle Mord, Diebstahl, Brandstiftung und Notzucht zuständig gewesen. Adelung nennt lediglich die Schreibweise „Zent“, wiewohl auch Cent vorgekommen ist.

## Gerichtsbezirk - Fraißgrenze
Der Gerichtsbezirk sowohl der hohen (Blutgerichtsbarkeit) als auch der Mittleren (Mittelzent /-cent) und Niederen Gerichtsbarkeit wurde in Franken und Oberdeutschland auch als „Zent“ (die „Zent“ oder „Cent“) bezeichnet.
Die Grenze zwischen den Gebieten verschiedener Hoher Gerichtsbarkeiten wurde Fraißgrenze genannt. An dieser Grenze endete beziehungsweise begann die Blutgerichtsbarkeit eines anderen (Hohen) Gerichts.

## Fraißbuch
Das Fraißbuch (auch Fraischbuch) wurde aus den Protokollen über die „Halssachen“ (auch Fraißfall, Zentfall, Malefizfall, Criminal) gebildet.

## Fraißpfand
Das Fraißpfand wurde nach Adelung „vom Fraißgericht als ein Zeichen des begangenen Verbrechens entweder von dem Getödteten oder von dem Eigenthume des flüchtigen Thäters“ genommen.